# El peu var
El peu var o L'esguerrat o El sancallós és una pintura del pintor valencià Josep de Ribera. Està realitzat en oli sobre tela, i va ser pintat el 1642. Mesura 164 cm d'alt i 92-94 cm d'ample. És un exemple del realisme crític de l'escola espanyola del Segle d'Or.
S'exhibeix actualment en el Museu del Louvre de París, gràcies al llegat del col·leccionista Louis La Caze (1869), que va incloure altres obres mestres com Betsabé de Rembrandt. Abans d'ingressar en les col·leccions del Louvre s'anomenava “El nan”, perquè el personatge representat ho sembla.

## Història
S'ha cregut durant molt temps que s'havia pintat per al virrey espanyol de Nàpols, el duc de Medina de les Torres. No obstant això, a la pàgina web del Louvre s'assenyala que devia ser un encàrrec d'un comerciant flamenc. Els pintors flamencs havien acostumat els seus compatriotes a representacions de captaires, i per això els comerciants flamencs encarregaven aquest tipus de quadres a pintors espanyols.

## Anàlisi del quadre
Aquest llenç mostra el realisme estricte amb el qual Josep de Ribera pintava. El quadre està signat i datat en l'angle inferior dret, sobre el sòl: "Juseppe de Ribera espanyol F. 1642". L'estructura compositiva és simple: un captaire de cos sencer sobre un fons paisatgístic.
El quadre representa al jove captaire amb aspecte humil. Té un peu deformi, encallo, de manera que no pot sostenir-se sobre el taló. El patizambo somriu directament a l'espectador, veient-se que li falten algunes dents. Mostra en una mà un paper que diu en llatí: "DÓNA MIHI ELIMO/SINAM PROPTER AMOREM DEI", la qual cosa significa "Doni'm una almoina, per amor de Déu". Aquest paper era l'autorització necessària en el regne de Nàpols per ser un captaire. Amb aquest mateix braç subjecta a l'espatlla la seva crossa.
El captaire es manté d'en peu enfront d'un cel clar i lluminós, omplint el llenç amb una llum gairebé natural. En això es veu que és una obra del període de maduresa de Ribera, perquè va evolucionar des d'un tenebrisme caravaggesc a un estil lluminós sota la influència dels mestres de Bolonya (Annibale Carracci, Guido Reni) i Venècia (Ticià).
La figura en el seu conjunt es representa de forma gairebé monumental, des d'un punt de vista molt baix, propi dels retrats reals, la qual cosa dota a la figura del captaire de gran dignitat. Els tons són monocroms. Enfront del lluminós blau del cel, el captaire s'ha pintat amb colors apagats i foscos.